# Janez Starina
Glej tudi Ivan Starina
Janez Starina, slovenski dramski in gledališki igralec; *3. decembra 1948, Jagnjenica, Slovenija.
Na Akademijo za gledališče, radio, film in televizijo se je vpisal leta 1969, študij dramske igre in umetniške besede pa je zaključil z diplomsko vlogo Fanta v Podstrešju Janeza Žmavca. V letih 1973 in 1974 ter med letoma 1982 in 2004 je bil član ansambla novogoriškega gledališča, od 1986 do 1991 je bil umetniški vodja, od 1994 do 1997 pa direktor tega gledališča. Med letoma 1974 in 1982 je bil zaposlen v SLG Celje, leta 2004 pa se je pridružil Mestnemu gledališču ljubljanskemu.
Med drugim je igral v filmoma Odpadnik (1988) in Nasvidenje v naslednji vojni (1980) ter v nadaljevanki Ena žlahtna štorija (2015).

## Nagrade
Je prejemnik več gledaliških nagrad:
- 2009 –  satir za igro za vlogo v predstavi Davida Harrowerja Črni kos
- 2003 – žlahtni komedijant (skupaj z Ivom Barišičem, Danijelom Malalanom, Iztokom Mlakarjem, Milanom Vodopivcem in Jožetom Horvatom) za vlogo Rokodelca v Snu kresne noči W. Shakespeara, PDG Nova Gorica
- 1999 – priznanje ZDUS za vlogi Charlesa Herna in Ernesta Seftona v enodejankah P. Barnesa Tukaj smo sami petelini, nobenega drugega ni in Ni tako slabo, kot zgleda ter za vlogi Linzmana in Komisarja v Liliomu F. Molnárja, PDG Nova Gorica
- 1982 – bronasta vrtnica na 12. Novogoriškem srečanju malih odrov za vlogo Edgarja v uprizoritvi Ne krop ne voda F. X. Kroetza
- 1979 – Borštnikova nagrada za igro za vlogo Dioniza v Lepi Vidi Ivana Cankarja, SLG Celje
- 1979 – nagrada debitant leta za vlogo Kaplana v filmu Ubij me nežno